# توماس برات (سياسي)
توماس برات (بالإنجليزية: Thomas Pratt)‏ هو محامي وسياسي أمريكي، ولد في 18 فبراير 1804 في جورجتاون في الولايات المتحدة، وتوفي في 9 نوفمبر 1869 في بالتيمور في الولايات المتحدة. نشط حزبياً في حزب اليمين. وقد انتخب عضو مجلس النواب لولاية ماريلند وانتخب حاكم ماريلاند ‏ وانتخب عضو مجلس الشيوخ الأمريكي.